# 브릴루앵 함수와 랑주뱅 함수
브릴루앵 함수와 랑주뱅 함수는 이상(ideal) 상태의 상자성 물질을 통계역학으로 서술할 때 등장하는 특수 함수이다.

## 브릴루앵 함수
브릴루앵 함수는 다음 식으로 정의되는 특수 함수이다:

{\displaystyle B_{J}(x)={\frac {2J+1}{2J}}\coth \left({\frac {2J+1}{2J}}x\right)-{\frac {1}{2J}}\coth \left({\frac {1}{2J}}x\right)}

보통 x는 실수 변수이고 J는 정수 혹은 반홀수(half-integer, 정수에 1/2을 더한 값)값을 가진다. 함수값의 범위는 -1에서 1 사이이며 {\displaystyle x\to +\infty }의 극한에서 1, {\displaystyle x\to -\infty }의 극한에서 -1이 된다.
이 함수는 이상적인 상자성체의 자성을 계산할 때 등장하는 함수로 널리 알려져 있다. 특히, 자화량이 외부에서 가한 자기장 B와 해당 물질의 총 각운동량 양자수 J에 따라 어떻게 변하는지 설명하는 수식에서 쓰인다:
{\displaystyle M=Ng\mu _{B}J\cdot B_{J}(x)}
여기서 {\displaystyle N}은 단위 부피당 원자의 개수, {\displaystyle g}는 랑데 지 인자, {\displaystyle \mu _{B}}는 보어 마그네톤, {\displaystyle x}는 자기장 하에서 자기 모멘트가 받는 제이만 에너지와 열 에너지 {\displaystyle k_{B}T} 사이의 비율 {\displaystyle x={\frac {g\mu _{B}JB}{k_{B}T}}} ({\displaystyle k_{B}}는 볼츠만 상수, {\displaystyle T}는 온도)이다. 브릴루앵 함수는 다음과 같이 유도할 수 있다.
외부 자기장의 방향을 z방향으로 정하자. 자기 모멘트의 각운동량 중 z-방향 성분 즉 자기 양자수 m은 -J에서 J까지 (2J+1)의 값들 중 어느 것이든 가질 수 있다. 외부 자기장 B때문에 각 상태의 에너지가 전부 다르고 자기 양자수가 m인 상태의 에너지는
{\displaystyle E_{m}=-mg\mu _{B}B=-k_{B}Txm/J}
가 된다. 자기 양자수가 각각의 값을 가질 확률은 볼츠만 분포에 따라
{\displaystyle P(m)=e^{-E_{m}/(k_{B}T)}/Z=e^{xm/J}/Z}
이다. Z는 확률의 총 합이 1이 되도록 규격화해주는 상수 즉 분배 함수)로써 이를 계산하여 대입하면 다음 식을 얻는다.
{\displaystyle P(m)=e^{xm/J}/\left(\sum _{m'=-J}^{J}e^{xm'/J}\right)}.
따라서 자기 양자수 m의 기댓값은
{\displaystyle \langle m\rangle =(-J)\times P(-J)+\cdots +J\times P(J)=\left(\sum _{m=-J}^{J}me^{xm/J}\right)/\left(\sum _{m=-J}^{J}e^{xm/J}\right)}.
이다. 분모의 등비수열(또는 기하수열)을 (x/J)에 대해 미분하면 분자의 식이 됨에 유의하여 계산하면
{\displaystyle \langle m\rangle =JB_{J}(x)}
로 자기 모멘트의 평균값이 브릴루앵 함수로 표시된다. 단위 부피당 자기 모멘트의 개수 즉 자기 모멘트 밀도를 N이라 할 때 자화량의 밀도는 다음과 같다.
{\displaystyle M=Ng\mu _{B}\langle m\rangle =NgJ\mu _{B}B_{J}(x)}.
온도가 매우 높은 극한에서는 {\displaystyle g\mu _{B}B\ll k_{B}T}이고 {\displaystyle x\ll 1}이므로
{\displaystyle \coth x\approx {\frac {1}{x}}+{\frac {1}{3}}x}
이고
{\displaystyle B_{J}(x)\approx {\frac {J+1}{3J}}x}
가 되어 퀴리의 법칙
{\displaystyle M=N{\frac {(g\mu _{B})^{2}}{3}}{\frac {J(J+1)}{k_{B}}}B}
를 얻는다. 유효 자기 모멘트가 보어 마그네톤의 단위로 {\displaystyle g{\sqrt {J(J+1)}}}가 됨을 알 수 있다. 반면 자기장이 매우 강한 극한에서는 {\displaystyle x\to \infty }이고 평균 자화량이 J로 최대가 되어
{\displaystyle M=Ng\mu _{B}J}
가 된다.

## 랑주뱅 함수

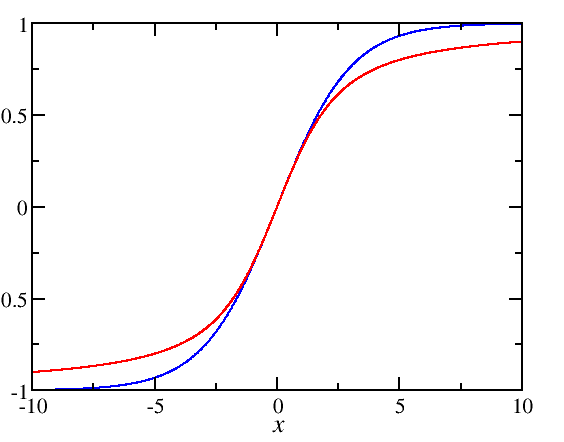
랑주뱅 함수 (빨간 곡선)와 tanh(x/3) (파란 곡선).

고전적 극한에서는 자기 모멘트가 연속적인 어떤 값도 가질 수 있다. 즉 {\displaystyle J\to \infty }이고 이 극한에서 브릴루앵 함수는 폴 랑주뱅의 이름을 딴 다음 식으로 간단하게 바뀐다.

{\displaystyle L(x)=\coth(x)-{\frac {1}{x}}}

x값이 작은 경우, 랑주뱅 함수를 테일러 전개하고 고차 항들을 버리면 근사적으로
{\displaystyle L(x)={\tfrac {1}{3}}x-{\tfrac {1}{45}}x^{3}+{\tfrac {2}{945}}x^{5}-{\tfrac {1}{4725}}x^{7}+\dots }
로 쓸 수 있다. 혹은 {\displaystyle \tanh(x)}의 연분수를 이용하여 다음과 같이 더 나은 근사식을 얻을 수도 있다.
{\displaystyle L(x)={\frac {x}{3+{\tfrac {x^{2}}{5+{\tfrac {x^{2}}{7+{\tfrac {x^{2}}{9+\ldots }}}}}}}}}
랑주뱅 함수의 역함수는 (-1, 1) 범위에서 5% 이내의 정확도로 다음과 같이 근사시킬 수 있다.
{\displaystyle L^{-1}(x)\approx x{\frac {3-x^{2}}{1-x^{2}}}}
x가 작으면
{\displaystyle L^{-1}(x)=3x{\frac {35-12x^{2}}{35-33x^{2}}}+O(x^{7})}
혹은
테일러 급수
{\displaystyle L^{-1}(x)=3x+{\tfrac {9}{5}}x^{3}+{\tfrac {297}{175}}x^{5}+{\tfrac {1539}{875}}x^{7}+\dots }
의 근사식이 더 잘 맞는다.